# Goodwill Games

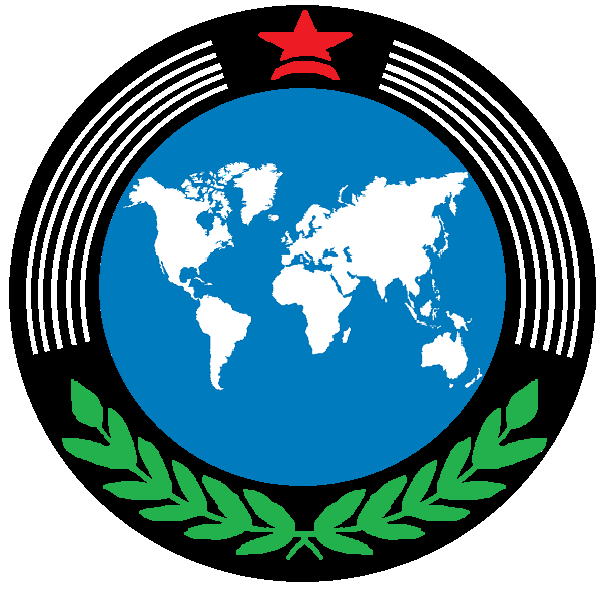
Logotipo similar al de las últimas 2 ediciones de los Goodwill Games

Los Goodwill Games (en español, «Juegos de la Buena Voluntad» o «Juegos de la Amistad») fueron un evento deportivo multidisciplinario en el que participaban atletas de diversas partes del mundo. Se crearon en 1985 por iniciativa del empresario estadounidense Ted Turner, quien pretendía aliviar las tensiones existentes durante la Guerra Fría a través de una competición amistosa. Con el fin de la Guerra Fría, el foco se desplazó hacia la promoción de iniciativas deportivas y sociales para los jóvenes.
La primera edición tuvo lugar en Moscú en 1986, y desde entonces se celebraron cada cuatro años en verano. En 2000 llegó incluso a disputarse una edición de invierno. La organización corría a cargo de Turner Broadcasting System, hasta que en 1996 fue adquirida por AOL-Time Warner. La nula rentabilidad del certamen propició su cancelación en 2001.

## Historia
En la década de 1980, durante la Guerra Fría, los Juegos Olímpicos de Moscú 1980 y Los Ángeles 1984 habían sido boicoteados por Estados Unidos y la Unión Soviética respectivamente. Ted Turner, empresario estadounidense, diseñó un evento deportivo donde ambos países pudieran competir con sus mejores atletas, a fin de mejorar las relaciones diplomáticas, y cuya cobertura correría a cargo de los medios de comunicación de su grupo, Turner Broadcasting System. La competición se llamó Goodwill Games (en español, «Juegos de la Buena Voluntad») y, a diferencia de los Juegos Olímpicos, los deportistas solo podían participar por invitación.
La primera edición de los Goodwill Games tuvo lugar en Moscú (Unión Soviética) entre el 5 y el 20 de julio de 1986, con la participación de 3000 atletas de 79 países en 18 pruebas deportivas, retransmitidas para Estados Unidos a través de TBS. Era la primera vez en una década que EE. UU. y la URSS competían entre sí en un evento deportivo estival, si bien los soviéticos vetaron la participación de Israel y Corea del Sur. Los soviéticos dominaron el medallero con 241 preseas (118 de oro) y se batieron récords mundiales en salto con pértiga (Serguéi Bubka), ciclismo en pista (Michael Hübner y Erika Salumäe) y heptatlón (Jackie Joyner-Kersee).
Si bien el boicot entre las dos potencias terminó en los Juegos Olímpicos de Seúl 1988, la repercusión de los Goodwill Games propició una segunda edición en Seattle (Estados Unidos) en 1990, con la caída del telón de acero en el horizonte. En esa ocasión acudieron 2300 atletas de 54 países en 21 pruebas, y se batieron marcas mundiales en natación (Mike Barrowman) y marcha (Nadezhda Ryashkina). Más allá del deporte, los Goodwill Games de ese año fueron una apuesta decidida por el intercambio cultural: muchos de los atletas soviéticos se alojaron en hogares de voluntarios estadounidenses, e incluso hubo una exposición sobre cultura soviética. No obstante, la apuesta era deficitaria y estuvo cerca de ser cancelada antes de la inauguración.
La edición de 1994, celebrada en San Petersburgo (Rusia), fue el primer evento multidisciplinar en el que participaron por separado los quince países surgidos tras la disolución de la Unión Soviética.
Los Goodwill Games nunca fueron rentables. En 1996, Time Warner adquirió TBS y se hizo con los derechos de emisión para organizar tres ediciones más: Nueva York (1998, la última bajo supervisión de Turner), unos juegos de invierno en Lake Placid (2000) y otros de verano en Brisbane (2001). Los bajos datos de audiencia y las pérdidas económicas, superiores a los 150 millones de dólares, propiciaron su cancelación definitiva.

## Ediciones
Verano:
- 1986 -  Moscú (URS)
- 1990 -  Seattle (USA)
- 1994 -  San Petersburgo (RUS)
- 1998 -  Nueva York (USA)
- 2001 -  Brisbane (AUS)

Invierno:
- 2000 -  Lake Placid (USA)